# 홍콩계 오스트레일리아인
홍콩계 오스트레일리아인은 오스트레일리아인 시민권자 또는 홍콩 출신의 영주권자를 의미한다. 많은 홍콩계 오스트레일리아인은 오스트레일리아와 중화인민공화국의 복수국적을 가지고 있다.

## 설명
홍콩인들 사이에서 지배적인 언어는 광둥성에서 유래한 중국어 방언인 광둥어이다. 인구의 93.7%가 광둥어를 사용한다. 인구의 절반 이상(58.7%)이 다른 공용어인 영어를 사용하며, 이 중 4.6%는 원어민이고 54.1%는 제2외국어로서 영어를 사용한다. 홍콩에서 이중 언어를 구사하는 인구 사이에서는 비공식적인 대화에서 영어와 광둥어를 섞어 쓰는 코드 스위칭이 흔하다. 홍콩 반환 이후 정부는 관화를 장려했으며, 현재 관화는 영어만큼 보편적으로 사용되고 있다. 인구의 54.2%가 관화를 사용하며, 이 중 2.3%는 원어민이고 51.9%는 제2외국어로서 관화를 사용한다.
홍콩 영주권자는 다양한 민족 출신일 수 있다. 압도적인 다수(91.6%)는 한족이며, 대부분이 쓰이압인, 차오저우인, 하카, 그리고 다른 광둥 사람들이다.

## 역사

2011년 인구조사 기준, 우편 구역별로 지리적으로 나눈 시드니 인구 대비 홍콩 출생자의 비율.

2021년 오스트레일리아 인구조사에 따르면, 100,148명의 오스트레일리아인이 홍콩에서 태어났다. 이 수치는 다른 곳(주로 중국 본토의 광둥성)에서 태어난 홍콩 출신 1세대 이민자와 오스트레일리아에서 태어난 이민자 후손은 제외한다. 혈통 관련 수치는 수집되지 않았다.

## 저명한 홍콩계 오스트레일리아인
- 벤자민 로 – 작가 겸 언론인
- 클라라 로 – 영화 감독 (마카오 출생)
- 존 소, AO, JP – 제102대 멜버른 시장
- 레이몬드 찬 – 농구 선수
- 린디 호우, OAM – 패럴림픽 및 세계 챔피언 탠덤 사이클리스트
- 케네스 토 – 수영 선수
- 글래디스 리우 – 치섬 지역 자유당 의원
- 커티스 청 – 2015년 파라마타 총격 사건 중 이슬람 테러 공격 희생자
- 재러드 럼 – 축구 선수
- 샘 추이 – 항공 블로거
- 브래드 터비 – 필리핀의 전 모델 겸 TV 진행자 (홍콩 출생, 홍콩계 중국인 어머니)
- 제시카 고메스 – 모델 (싱가포르 출생, 홍콩계 중국인 어머니)
- 스테퍼니 제이컵슨 – 배우 겸 TV 진행자 (홍콩 출생)
- 안잘리 라오 – 언론인 겸 TV 뉴스 프로그램 진행자 (홍콩 출생)

## 같이 보기
- 중국계 오스트레일리아인
- 대만계 오스트레일리아인
- 재홍콩 오스트레일리아인
- 주시드니 홍콩 경제무역대표부